# Bette Midler (album)
Bette Midler è il secondo ed eponimo album in studio della cantante e attrice statunitense Bette Midler, pubblicato nel 1973.

## Tracce
Side 1
1. Skylark – 3:02 (Hoagy Carmichael, Johnny Mercer)
2. Drinking Again – 2:48 (Doris Tauber, Mercer)
3. Breaking Up Somebody's Home – 3:49 (Al Jackson Jr., Timothy Matthews)
4. Surabaya Johnny – 4:54 (Kurt Weill, Bertolt Brecht, Herbert Hartig)
5. I Shall Be Released – 4:56 (Bob Dylan)

Side 2
1. Optimistic Voices/Lullaby of Broadway – 2:27 (Herbert Stothart, Harold Arlen, Yip Harburg / Harry Warren, Al Dubin)
2. In the Mood – 2:39 (Joe Garland, Andy Razaf)
3. Uptown/Da Doo Ron Ron – 3:23 (Barry Mann, Cynthia Weil / Jeff Barry, Ellie Greenwich, Phil Spector)
4. Twisted – 2:25 (Wardell Gray, Annie Ross)
5. Higher & Higher (Your Love Keeps Lifting Me) – 4:06 (Carl Smith, Raynard Miner, Gary Jackson)

## Classifiche
| Classifica (1973) | Posizione raggiunta |
| ----------------- | ------------------- |
| Stati Uniti       | 6                   |